# Дуб черешчатий (пам'ятка природи, Миколаїв)
Дуб чере́шчатий — ботанічна пам'ятка природи місцевого значення в Україні. Розташована в місті Миколаїв, у Центральному районі, по вул. Адмірала Макарова, 1 (4-а міська лікарня). 
Площа 0,01 га. Статус присвоєно згідно з рішенням Миколаївської обласної ради № 391 від 21.07.1972 року (перезатверджено рішенням від 23.10.1984 року № 448). 
Статус присвоєно для збереження одного екземпляра вікового дуба. Вік дерева бл. 200 років, висота — 16 м, діаметр стовбура — 1,3 м. Дерево в задовільному стані.